# 미야코시
미야코시(일본어: 宮古市)는 일본 도호쿠 지방 이와테현에 있는 시이다. 옛 히가시헤이군에 해당한다. 산리쿠 연안에 접하고 2010년 1월 1일에 가와이촌을 합병하여 현내 최대 면적을 가지게 되었다.

## 지리
현청 소재지인 모리오카시에서 직선 거리로 동쪽으로 약 90km 떨어진 위치에 있다. 산리쿠의 리아스식 해안 북단에 위치한다. 혼슈 최동단의 도도가사키(魹ヶ崎)를 포함한다.
중심부에는 서쪽에서 동쪽으로 헤이강이 가로질러 미야코만으로 흘러든다. 니사토 지구에서는 가리야강이 흐르고 강가에 국도 340호선과 촌락이 있다. 강은 모이치에서 헤이강과 합류하고 국도 340호선은 국도 106호선과 합류한다. 남부에서는 중심부를 향해 쓰가루이시강이 흘러 미야코만으로 흘러든다.
남쪽으로 인접하는 야마다정과의 경계에는 주니진산이 있고, 가와이 지구는 평지가 거의 없고 강가에 인가가 밀집한 지구가 많다. 하야치네산, 아오마쓰바산이 있고 헤이강이 흐르고 있다.

## 역사
11세기 초에 신관이 다스렸는데 당치 이치조 천황이 미야코를 지명으로 정했다고 한다. 센고쿠 시대를 전후하여 여러 무가(武家)가 다스린 끝에 난부 가문의 가신 집안들이 지배를 정착시켰다. 미야코 지역은 산이 많고 평야가 적어 경제적으로는 불리한 문제가 있었다. 에도 시대 중기에 보쿠안 벤큐라는 승려가 지역 도로망을 정비하여 그 공적이 오늘날에도 인정받고 있다.
- 1889년 4월 1일 - 정촌제 시행으로 미야코촌이 시모헤이군 미야코정이 되었다.
- 1924년 4월 1일 - 미야코정과 구와가사키정이 합병해 새로운 시모헤이군 미야코정이 되었다.
- 1941년 2월 11일 - 미야코정, 야마구치촌, 센토쿠촌, 소케이촌이 합병해 미야코시가 탄생하였다.
- 1955년 4월 1일 - 사키야마촌, 쓰가루이시촌, 오모에촌, 하나와촌을 편입했다.
- 2005년 6월 6일 - 구 미야코시, 다로정, 니사토촌이 합병해 새로운 미야코시가 되었다.
- 2010년 1월 1일 - 가와이촌을 편입하였다.

## 산업
예로부터 어항으로 번창했고 특산품으로는 연어, 표고버섯, 미역 등을 들 수 있다.

## 교통
미야코는 산리쿠 연안의 교통 거점이며, 남쪽은 센다이 - 미토 방면, 북쪽은 하치노헤 - 아오모리 방면, 서쪽은 모리오카 - 아키타 방면과의 접점이 되고 있다.

### 철도
- 동일본 여객철도
  - 야마다선

- 산리쿠 철도
  - 기타리아스선

### 도로
- 국도 45호선
- 국도 106호선
- 국도 340호선(일본어판)
- 산리쿠 종관 자동차도
- 미야코 모리오카 횡단 자동차도

## 인구
| 연도 | 인구   | ±%     |
| ---- | ------ | ------ |
| 1920 | 44,635 | —      |
| 1930 | 53,366 | +19.6% |
| 1940 | 70,318 | +31.8% |
| 1950 | 55,744 | −20.7% |
| 1960 | 81,093 | +45.5% |
| 1970 | 79,805 | −1.6%  |
| 1980 | 78,617 | −1.5%  |
| 1990 | 72,538 | −7.7%  |
| 2000 | 66,986 | −7.7%  |
| 2010 | 59,442 | −11.3% |

## 기후
| 미야코시의 기후                                              | 미야코시의 기후 | 미야코시의 기후 | 미야코시의 기후 | 미야코시의 기후 | 미야코시의 기후 | 미야코시의 기후 | 미야코시의 기후 | 미야코시의 기후 | 미야코시의 기후 | 미야코시의 기후 | 미야코시의 기후 | 미야코시의 기후 | 미야코시의 기후 |
| 월                                                           | 1월             | 2월             | 3월             | 4월             | 5월             | 6월             | 7월             | 8월             | 9월             | 10월            | 11월            | 12월            | 연간            |
| ------------------------------------------------------------ | --------------- | --------------- | --------------- | --------------- | --------------- | --------------- | --------------- | --------------- | --------------- | --------------- | --------------- | --------------- | --------------- |
| 역대 최고 기온 °C (°F)                                       | 18.9 (66.0)     | 21.3 (70.3)     | 24.2 (75.6)     | 32.1 (89.8)     | 33.0 (91.4)     | 35.9 (96.6)     | 37.3 (99.1)     | 37.2 (99.0)     | 34.3 (93.7)     | 30.5 (86.9)     | 26.9 (80.4)     | 23.2 (73.8)     | 37.3 (99.1)     |
| 일평균 최고 기온 °C (°F)                                     | 5.2 (41.4)      | 5.6 (42.1)      | 9.1 (48.4)      | 14.6 (58.3)     | 18.9 (66.0)     | 21.0 (69.8)     | 24.4 (75.9)     | 26.3 (79.3)     | 23.5 (74.3)     | 18.8 (65.8)     | 13.5 (56.3)     | 7.7 (45.9)      | 15.7 (60.3)     |
| 일일 평균 기온 °C (°F)                                       | 0.5 (32.9)      | 0.8 (33.4)      | 3.9 (39.0)      | 8.9 (48.0)      | 13.5 (56.3)     | 16.5 (61.7)     | 20.3 (68.5)     | 22.1 (71.8)     | 19.1 (66.4)     | 13.6 (56.5)     | 8.1 (46.6)      | 2.9 (37.2)      | 10.8 (51.4)     |
| 일평균 최저 기온 °C (°F)                                     | −3.5 (25.7)     | −3.5 (25.7)     | −0.8 (30.6)     | 3.9 (39.0)      | 9.0 (48.2)      | 13.1 (55.6)     | 17.4 (63.3)     | 19.2 (66.6)     | 15.6 (60.1)     | 9.2 (48.6)      | 3.0 (37.4)      | −1.4 (29.5)     | 6.8 (44.2)      |
| 역대 최저 기온 °C (°F)                                       | −17.3 (0.9)     | −15.1 (4.8)     | −14.6 (5.7)     | −7.3 (18.9)     | −1.5 (29.3)     | 1.6 (34.9)      | 4.9 (40.8)      | 9.6 (49.3)      | 3.7 (38.7)      | −2.9 (26.8)     | −7.0 (19.4)     | −13.4 (7.9)     | −17.3 (0.9)     |
| 평균 강수량 mm (인치)                                        | 63.4 (2.50)     | 54.7 (2.15)     | 87.5 (3.44)     | 91.9 (3.62)     | 98.1 (3.86)     | 123.4 (4.86)    | 157.5 (6.20)    | 177.9 (7.00)    | 216.4 (8.52)    | 166.1 (6.54)    | 62.8 (2.47)     | 67.6 (2.66)     | 1,370.9 (53.97) |
| 평균 강설량 cm (인치)                                        | 20 (7.9)        | 33 (13)         | 28 (11)         | 2 (0.8)         | 0 (0)           | 0 (0)           | 0 (0)           | 0 (0)           | 0 (0)           | 0 (0)           | 0 (0)           | 9 (3.5)         | 91 (36)         |
| 평균 강수일수 (≥ 0.5 mm)                                     | 5.4             | 6.0             | 8.2             | 9.2             | 10.6            | 11.1            | 13.6            | 12.4            | 12.1            | 9.0             | 6.4             | 5.5             | 109.4           |
| 평균 강설일수 (≥ 1 cm)                                       | 4.7             | 5.6             | 4.0             | 0.5             | 0.0             | 0.0             | 0.0             | 0.0             | 0.0             | 0.0             | 0.1             | 1.8             | 16.5            |
| 평균 상대 습도 (%)                                           | 60              | 62              | 63              | 66              | 74              | 84              | 88              | 87              | 85              | 78              | 69              | 63              | 73              |
| 평균 월간 일조시간                                           | 158.4           | 153.2           | 179.7           | 186.6           | 185.0           | 152.6           | 133.9           | 153.2           | 133.8           | 149.6           | 146.8           | 147.6           | 1,876.2         |
| 출처: 일본 기상청 (평년값: 1991년~2020년, 극값: 1883년~현재) |                 |                 |                 |                 |                 |                 |                 |                 |                 |                 |                 |                 |                 |

## 자매 도시
- 일본 아오모리현 구로이시시
- 일본 이와테현 하치만타이시
- 일본 오키나와현 다라마촌
- 중화인민공화국 산둥성 옌타이시
- 필리핀 라트리니나드